# Leposternon scutigerum
Leposternon scutigerum är en ödleart som beskrevs av  Wilhelm Hemprich 1820. Leposternon scutigerum ingår i släktet Leposternon och familjen Amphisbaenidae. Inga underarter finns listade i Catalogue of Life.